# Neckera madecassa
Neckera madecassa là một loài rêu trong họ Neckeraceae. Loài này được Besch. mô tả khoa học đầu tiên năm 1880.